# Khedafi Djelkhir
Khedafi Djelkhir (ur. 23 października 1983 w Besançon) – francuski bokser wagi piórkowej. 

## Kariera amatorska
W 2004 roku zdobył złoty medal amatorskich mistrzostw Europy w Puli. W tym samym roku w Madrycie został mistrzem Unii Europejskiej w boksie. Z tej samej imprezy przywiózł w 2007 roku brązowy medal z Dublina.

## Igrzyska olimpijskie
W 2008 roku na letnich igrzyskach olimpijskich w Pekinie zdobył srebrny medal. W finale przegrał z reprezentantem Ukrainy Wasylem Łomaczenko. Na letnich igrzyskach olimpijskich w Atenach odpadł w drugiej rundzie.